# Josefine Schaller
Josefine Schaller (* 15. August 2002 in Leipzig) ist eine deutsche Fußballspielerin, die seit Sommer 2025 für CD Getafe Femenino spielt.

## Karriere

### Vereine
Aus der Jugend von RB Leipzig hervorgegangen, rückte Schaller zur Saison 2019/20 in die erste Mannschaft auf, die in der drittklassigen Regionalliga Nordost vertreten war. In dieser Spielklasse kam sie bereits als B-Jugendspielerin in der Rückrunde der Saison 2018/19 in neun Punktspielen zum Einsatz. Ihr Debüt im Seniorinnenbereich gab sie am 24. Februar 2019 (13. Spieltag) beim 4:0-Sieg im Auswärtsspiel gegen den BSC Marzahn. In der Folgesaison trug sie mit elf Punktspielen zur regionalen Meisterschaft, verbunden mit dem Aufstieg in die 2. Bundesliga, bei. In dieser Spielklasse bestritt sie ihr einziges Saisonspiel am 21. März 2021 (4. Spieltag) bei der 3:5-Niederlage im Heimspiel gegen Arminia Bielefeld, als Einwechselspielerin. Von 2021 bis 2023 wurde sie in insgesamt 40 Zweitligaspielen eingesetzt, in denen sie drei Tore erzielte; ihr erstes gelang ihr am 12. Dezember 2021 (12. Spieltag) beim 4:1-Sieg im Auswärtsspiel gegen den FSV Gütersloh 2009 mit dem Treffer zum 3:1 in der 57. Minute. Mit dem Gewinn der Meisterschaft 2023 stieg sie erstmals, wie auch ihre Mannschaft, in die Bundesliga auf. Ihr Debüt gab sie zum Saisonauftakt am 17. September 2023 bei der 1:2-Niederlage im Auswärtsspiel gegen den 1. FC Köln.

### Auswahlmannschaft
Schaller kam als Spielerin der Auswahlmannschaften des Fußballverbandes Sachsen-Anhalt in den Altersklassen U14, U16 und U18 im Zeitraum von 2015 bis 2019 in insgesamt 28 Turnierspielen um den DFB-Länderpokal an der Sportschule Wedau in Duisburg zum Einsatz.

## Erfolge
- Zweitligameister 2023 und Aufstieg in die Bundesliga
- Meister Regionalliga Nordost 2020 und Aufstieg in die 2. Bundesliga Nord